# 이복실
이복실(李馥實, 1961년 8월 20일 ~ )은 대한민국 공무원 출신 여성경제인단체 회장이다.

## 경력
- 제28회 행정고시 합격(우리나라 네 번째 고등고시 여성합격자)
- 문교부 사무관 임용
- 여성특별위원회 총무과장
- 여성부 기획관리심의관
- 여성가족부 보육정책국장
- 여성부 권익증진국장
- 대통령비서실 정책수석실행정관
- 여성가족부 대변인
- 여성가족부 청소년가족정책실장
- 여성가족부 차관
- 숙명여자대학교 초빙교수
- 국가인권위원회 정책자문위원
- 2017.03 : 롯데칠성음료 사외이사
- 2019.07~ 세계여성이사협회 한국지부회장
- 2023.03~ : 롯데카드 사외이사

## 학력
- 창덕여자고등학교 졸업
- 서울시립대학교 도시행정학 학사
- 서던캘리포니아대학교 교육대학원 석사
- 서던캘리포니아대학교 교육대학원 박사

## 참고
| 전임 김태석 | 제9대 여성가족부 차관 2013년 3월 13일 ~ 2014년 7월 27일 | 후임 권용현 |

| 전임 조윤선 | 여성가족부 장관 직무대행 2014년 6월 12일 ~ 2014년 7월 16일 | 후임 김희정 |